# Typgenehmigung (Kraftfahrzeug)
Die Typgenehmigung ist eine Erlaubnis zur Herstellung und zum Inverkehrbringen eines Fahrzeuges, einer Maschine oder eines Gerätes in Übereinstimmung mit den für die Herstellung einschlägigen technischen Anforderungen (Certificate of Conformity). Sie wird durch eine gesetzlich hierzu bestimmte Behörde erteilt.

## Nationales

### Europarecht
In der Europäischen Union werden Verwaltungsvorschriften zur Genehmigung geregelt:
- allgemeine Kraftfahrzeuge und Kraftfahrzeuganhänger und ihren Teile: Verordnung (EU) Nr. 2018/858
- zwei-, drei- und vierrädrige [Klein-]Fahrzeuge: Verordnung (EU) Nr. 168/2013
- land- oder forstwirtschaftliche Fahrzeuge: Verordnung (EU) Nr. 167/2013
- ECE-Regelungen, und ECE-Homologation, auch für die Zulassung nichteuropäischer Staaten

### Deutschland
In Deutschland sind die Behörden:
- das Kraftfahrt-Bundesamt für die Typgenehmigung von Kraftfahrzeugen gemäß § 2 EG-Fahrzeuggenehmigungsverordnung
- das Luftfahrt-Bundesamt für die Musterzulassung von Luftfahrzeugen gemäß § 2 Luftverkehrs-Zulassungs-Ordnung
- das Eisenbahn-Bundesamt für die Serienzulassung von Eisenbahnfahrzeugen gemäß § 8 Eisenbahn-Inbetriebnahmegenehmigungsverordnung

zuständig. 
Diese Behörden sind ebenfalls zuständig für die Typgenehmigung von Geräten und Baugruppen für diese Fahrzeuge sowie die Zulassung geeigneter Entwicklungsbetriebe.
Im Falle einer Inanspruchnahme ist der Unternehmer der Hersteller im Sinne des Produkthaftungsgesetzes. Er kann jedoch Aufgaben an einen Betriebsleiter delegieren. Dazu bedarf es eines Vertrages, der die Aufgaben und die Aufteilung der Risiken beschreibt. Besteht kein Vertrag oder bestellt der Unternehmer eine ungeeignete Person zum Betriebsleiter, fällt letztendlich die Haftung an den Unternehmer selbst. Entsprechendes gilt für die Aufgaben und Leitung des Qualitätsmanagements.